# (6627) 1981 FT
(6627) 1981 FT (1981 FT, 1978 GJ4, 1978 JX3, 1992 UR9, 1994 GU) — астероїд головного поясу.
Тіссеранів параметр щодо Юпітера — 3,680.